# ウエスP
ウエスP（Wes-P、ウエスピー、1987年〈昭和62年〉11月15日 - ）は、日本のお笑い芸人（ピン芸人）。吉本興業所属。本名は植草 和久（うえくさ かずひさ）。埼玉県上尾市出身。外国での認知度が高く、TikTokのフォロワー数は1000万を超え、そのうち外国からのフォロワーが9割を占めている。

## 略歴
埼玉県立大宮東高等学校卒業。高校の1年先輩に澤部佑（ハライチ）がいる。NSC東京12期生。同期は渡辺直美、ジャングルポケット、ジェラードンなど。2006年デビュー。
2012年11月5日放送の『森田一義アワー 笑っていいとも!』（フジテレビ）の企画「めざせ1DAYレギュラー ウルトラソウル芸人選手権」にて初の5人抜きを達成する。以降、テーブルクロス引きなどの短い芸をやるようになる。
2014年より、こいくち、ベン山形、ボヨンボヨンとともに「よしもとお笑い大道芸」のメンバーとして活動を始める。2700のツネがリーダーを務める宴会芸パフォーマンスユニット「BAD×TEN」のメンバーでもある。

### 外国からの評価
布切れ1枚を裸体の上に乗せ、その上に3つのティーカップを置いてテーブルクロス引きを行う、「世界一危険なテーブルクロス引き」を披露する動画を投稿したところ、海外のメディアから注目を集める。海外での活動名は植草和久（Mr. UEKUSA）。海外での活躍より、「世界的芸人」「海外進出芸人の先駆け」「世界的パフォーマー」「世界的インフルエンサー」「国際的パフォーマー」と評される。
アメリカのオーディション番組『アメリカズ・ゴット・タレント』をフォーマットとした番組が世界各国で制作されており、そのうちアラブ以外の国の番組にすべて出場した。なお、アラブ圏は自身が裸芸であることから呼ばれないと説明した。2018年に出場したフランス版『La france a un incroyable talent』では、決勝に進出した。
2023年にとにかく明るい安村が『ブリテンズ・ゴット・タレント』に出場できたのは、「僕が5年前に自腹で行って、スタッフさんとパイプを作ったから」と話している。
2023年8月に大阪城公園で開催された一般社団法人チーム関西が主催するイベント『Warai Mirai Fes 2023 ～Road to EXPO 2025～』に出演。

## 芸風
身体の柔軟性を活かしたパフォーマンスを展開する。ネタのBGMとしてダフト・パンクの「One More Time」を使用している。

## 出演

### テレビ
- 不思議探求バラエティー ザ・世界ワンダーX（TBSテレビ）
- 初詣!爆笑ヒットパレード（2015年1月1日・2018年1月1日、フジテレビ）
- ドリーム東西ネタ合戦2015（2015年1月1日、TBSテレビ）
- 新春大売り出し！さんまのまんま（2016年、フジテレビ）
- エンタの神様（2016年5月21日初登場、日本テレビ）
- くりぃむナンチャラ（2016年9月17日、テレビ朝日）
- ワケあり!レッドゾーン（2016年10月9日・2018年8月12日、読売テレビ）
- バクモン学園（2017年3月24日、テレビ朝日）
- 本能Z（2017年5月17日、CBCテレビ）
- ピエール瀧のしょんないTV（2017年11月3日、静岡朝日テレビ）
- ウチのガヤがすみません!（2018年2月27日、日本テレビ）
- 明石家さんまのコンプレッくすっ杯（2018年3月19日、テレビ朝日）
- 有田P おもてなす（2018年4月21日、NHK総合）
- 朝まであらびき団SP あら1グランプリ2018（2018年12月29日、TBS） - BAD×TENとして
- 5時に夢中!（2019年2月1日、TOKYO MX）
- オールスター感謝祭（2019年4月6日、TBSテレビ）
- オールスター後夜祭（2019年4月7日、TBSテレビ）[11]
- ワイドナショー（2022年5月29日、フジテレビ）
- まつもtoなかい（2023年11月19日、フジテレビ）

### ウェブテレビ
- バラエティ開拓バラエティ日村がゆく（2017年、2019年[12]、AbemaTV）‐ 裸芸を初公開した番組
- フジモンが芸能界から干される前にやりたい10のこと[13]（2017年、AbemaTV）
- パラビき!パラビき!あらびき団 〜四天王編〜（2018年4月- 7月、Paravi） - BAD×TENとして